# Kräftkalas -94
Kräftkalas -94 (alternativ: Kräftkalas Två) er et kassettebånd af den svenske musikeren og komponisten Errol Norstedt fra 1994.
Kassetten indeholder blandt andet 2 sange fra kassetten Hej Hitler! fra 1985. Disse er "Den Runkande Spårvagnschauffören" og "Willy".
"Sweet Sweet Marie" fik en ny optagelse til albummet Harley Davidson, der derefter blev opkaldt "Sweet Marie".
"Ring Så Retas" Vi er en parodi på det svenske radioprogram Ring Så Spelar Vi og i den deltager Errol Norstedts ven Jan-Åke Fröidh. På denne kassette er den kortere, i modsætning til hvor den var først på kassetten Eddie Meduza Presenterar Lester C. Garreth fra 1984.
Kassetten indeholder en ny version af "This Broken Heart" fra kassetten Dubbelidioterna fra 1983.

## Spor
Side A
1. "E. Hilter Inleder" - 01:09
2. "RKB" - 02:12
3. "Äppelblom" (E. Hilter) - 04:16
4. "Saturday Night Boogie" - 02:48
5. "Åldringsintervju" - 02:23
6. "Era Jävla Idioterrr" - 02:39
7. "Hata Din Nästa" - 02:29
8. "Sweet Sweet Marie" - 03:11

Side B
1. "Rävemåla Kohage" (Efraim Barkbit) - 04:09
2. "En Biltur Med Eddie" - 04:39
3. "Jag Skiter I Allt" - 02:58
4. "Tvättmaskinen" (Börje Lundin) - 02:22
5. "Sweet Louise" - 03:04
6. "Önskereprisen" - 00:44
7. "Den Runkande Spårvagnschauffören" - 03:37
8. "Willy" - 03:21
9. "Idioter" - 01:04
10. "Jazzidioter" - 01:49
11. "Ring Så Retas Vi" - 06:20
12. "This Broken Heart" - 02:57
13. "Ronka" - 01:40

### Sangtitler på dansk
- E. Hilter Inleder - E. Hilter Introducerer.
- Äppelblom - Æbleblomst.
- Åldringsintervju - Interview Med Gammel Mand.
- Era Jävla Idioterrr - Forbandede Idioterrr.
- Hata Din Nästa - Hade Din Næste.
- En Biltur Med Eddie - En Køretur Med Eddie.
- Jag Skiter I Allt - Jeg Skider I Alt.
- Tvättmaskinen - Vaskemaskinen.
- Önskereprisen - Ønskegenudsendelsen.
- Ring Så Retas Vi - Ring Og Vi Driller